# Jossigny
Jossigny is een gemeente in het Franse departement Seine-et-Marne (regio Île-de-France) en telt 645 inwoners (2005). De plaats maakt deel uit van het arrondissement Torcy en is een van de 26 gemeenten van de nieuwe stad Marne-la-Vallée.

## Geografie
De oppervlakte van Jossigny bedraagt 9,6 km², de bevolkingsdichtheid is 67,2 inwoners per km².
De onderstaande kaart toont de ligging van Jossigny met de belangrijkste infrastructuur en aangrenzende gemeenten.

## Demografie
Onderstaande figuur toont het verloop van het inwonertal (bron: INSEE-tellingen).